# Equació de Prony
L' equació empírica de Prony  és una equació històricament important emprada en hidràulica per calcular la pèrdua de càrrega d'un fluid deguda a la fricció dins d'una canonada. Es tracta d'una equació empírica formulada al segle xix pel francès Gaspard de Prony.
{\displaystyle H_{f}={\frac {L}{D}}(AV+bV^{2})}
on  h  f   és la pèrdua de càrrega deguda a la fricció,  L/D  és la relació entre la longitud i el diàmetre de la canonada,  V  és la velocitat del fluid per la canonada i  a  i  b  són dos factors empírics.
A la hidràulica moderna aquesta equació ha perdut importància sent substituïda per l'equació de Darcy-Weisbach, que la va utilitzar com a punt de partida